# Christophe Nicolas (auteur)
Pour l’article homonyme, voir Christophe Nicolas.
Œuvres principales
- Un autre
- Projet Harmonie
- Le Camp
- Chute
- Trackés

Christophe Nicolas, né en 1974 à Alès, est un écrivain et un musicien français.

## Biographie
Christophe Nicolas publie sa première nouvelle en 2001 dans le premier numéro de l’anthologie périodique Emblèmes, aux éditions de l’Oxymore. L’éditeur lui confie la direction du seizième numéro de la série, sous-titré Cinq Sens  (ISBN 978-2913939547), annoncé pour octobre 2005, puis décalé, et qui ne verra finalement pas le jour à la suite de la fermeture définitive de la maison d’édition.
Guitariste, il participe en 2006 à la création de Darwin Errata, un collectif « rock et humaniste » qui donnera des concerts en France et à Barcelone, jusqu’en 2009.
Il est également auteur de romans, : Un autre, un thriller fantastique paru en 2010, et Projet Harmonie,, en 2012, au sujet duquel Ayerdhal écrit sur la quatrième de couverture : « Au fil de pages qui se tournent toutes seules, ce Projet Harmonie marie avec aisance le thriller et un thème d'anticipation que n'aurait pas renié Philip K. Dick ».
Projet Harmonie a été sélectionné pour le prix révélation adulte 2013 des Futuriales et pour le prix Imaginales des lycéens 2014.
Le camp paraît en 2016 aux éditions Fleuve.
Puis Chute en 2017.
Ses romans sont repris en poche chez Pocket,.
En 2021, il publie Trackés aux éditions Argyll. Ce roman obtient le Prix de la Gâchette d’Or 2022.
Puis Et les gens qui ne sont rien en 2023. Ce roman obtient le Prix Cabri Jeunes 2025 de l'Académie cévenole.

## Œuvre

### Romans
- Un autre, Riez, 2010  (ISBN 978-2918719076).
- Projet Harmonie, Riez, 2012  (ISBN 978-2918719212).
- Le Camp, Fleuve, 2016  (ISBN 978-2265115750).
- Chute, Fleuve, 2017  (ISBN 978-2265117037).
- Trackés, Argyll, 2021  (ISBN 978-2492403002).
- Et les gens qui ne sont rien, Argyll, 2023  (ISBN 978-2492403804).

### Nouvelles
- Ces veines…, anthologie Vampyres, L'Oxymore, 2001
- Huit Minutes, anthologie La Mort... Ses œuvres, L'Oxymore, 2003
- En attendant qu'il meure…, anthologie Mythophages, L'Oxymore, 2004
- Rongé…, magazine Elegy no 35 (avril/mai), 2005
- Split, fanzine Horrifique (Québec) no 72 (octobre), 2010
- La Flaque à côté de l’arrêt d’autobus, anthologie Mystères et Mauvais Genres, Sombres Rets, 2010
- Coccinelle, anthologie Contes du Monde, Riez, 2011
- Résistance, anthologie Appel d’air 2, ActuSF, 2012